# Ihar Astapkovich
Ihar Astapkovich, en biélorusse Ігар Астапковіч, (né le 4 janvier 1963 à Navapolatsk) est un athlète biélorusse de lancer du marteau.
Il gagna deux médailles olympiques : il représenta l'URSS la première fois puis, la seconde fois, la Biélorussie son pays natal.
Son record personnel est de 84,62 mètres. Il est marié à Iryna Yatchanka. Son frère Konstantin a un meilleur lancer à 79,08 m. De 1991 à 1995, il remporte 5 médailles d'argent lors des championnats majeurs. Il remporte la médaille d'or aux Championnats d'Europe 1990, l'Universiade 1987 et 1989, les Goodwill Games 1990, la Coupe d'Europe des nations 1991, le Grand Prix 1992. Il est médaillé d'argent aux Championnats d'Europe 1994 et lors des Grand Prix 1989, 1994 et 1996.